# Угрызения 3: Всё, что вы можете съесть
«Угрызения 3: Всё, что вы можете съесть» (англ. Eating Out 3: All You Can Eat) — комедия, снятая в 2009 году, является продолжением фильмов «Угрызения» и «Угрызения 2: В(л)ажные моменты».

## Сюжет
Марк и Кайл разбились на машине, но мать Кайла, Хелен, нашла способ избавить себя от тоски: она пригласила к себе жить своего племянника Кейси и дала ему номер Тиффани, распутной подруги Марка и Кайла, та ведёт Кейси в местный ЛГБТ-центр, где Кейси знакомится с Заком. Тиффани и Кейси, желая получше узнать Зака, создают в сети образ Райана, причём так звали бывшего любовника Тиффани, фотографии Райана же и попадают в профиль. Всё идёт хорошо, пока реальный Райан не появился в городе, и между Заком и Кейси вспыхивает ссора. Тиффани и Райан будут прилагать много усилий, чтобы Кейси и Зак выяснили, что они испытывают друг к другу.

## В ролях
| Актёр                 | Роль    |
| --------------------- | ------- |
| Реббека Кочан         | Тиффани |
| Даниэль Скелтон       | Кейси   |
| Крис Сальваторе       | Зак     |
| Майкл Уолкер          | Райан   |
| Минк Стол             | Хелен   |
| Лесли Джордан         | Гарри   |
| Джон Сталлинз         | Лайнел  |
| Джулия Чоу            | Тэнди   |
| Сумали Монтано        | Пам     |
| Кристина Балморес     | Канди   |
| Табита Тэйлор         | Табита  |
| Максимильяно Торантел | Эрнесто |

## Критика
Фильм имеет 17% рейтинга на сайте Rotten Tomatoes, занимая таким образом второе место среди комедий серии «Угрызения»: первый фильм имеет 16% рейтинга, а второй 44%.